# Naramiennica
Naramiennica (Spatalia) – rodzaj motyli z rodziny garbatkowatych.
Motyl o stosunkowo delikatnie jak na garbatkowatego zbudowanym ciele. Głowa jest zaopatrzona w nieowłosione oczy złożone, krótkie głaszczki i uwstecznioną ssawkę, natomiast pozbawiona jest przyoczek. Czułki osiągają mniej więcej połowę długości przedniego skrzydła i wykazują znaczny dymorfizm płciowy w budowie, będąc szczeciniastymi u samicy i obustronnie grzebykowanymi u samca. Owłosienie szerokiego tułowia i smukłego odwłoka jest gęste. Ukośnie sterczące ku bokom tegule odznaczają się bardzo gęstym owłosieniem. Skrzydła obu par są szerokie, duże względem ciała. Odnóża tylnej pary mają tylko dwie pary ostróg na goleniach.
Roślinami żywicielskimi gąsienic są dęby, wiązy, lipy, topole i wierzby.
Takson ten wprowadzony został w 1819 roku przez Jacoba Hübnera. Zalicza się doń 6 opisanych gatunków:
- Spatalia argentina (Denis et Schiffermüller, 1775) — naramiennica srebrnica
- Spatalia dives Oberthür, 1884
- Spatalia doerriesi Graeser, 1888
- Spatalia jezoensis Wileman et South, 1916
- Spatalia plusiotis (Oberthür, 1880)
- Spatalia procne Schintlmeister, 1989